# Stenocereus treleasei
Stenocereus treleasei är en kaktusväxtart som först beskrevs av Joseph Nelson Rose, och fick sitt nu gällande namn av Curt Backeberg. Stenocereus treleasei ingår i släktet Stenocereus och familjen kaktusväxter. Inga underarter finns listade i Catalogue of Life.

## Bildgalleri

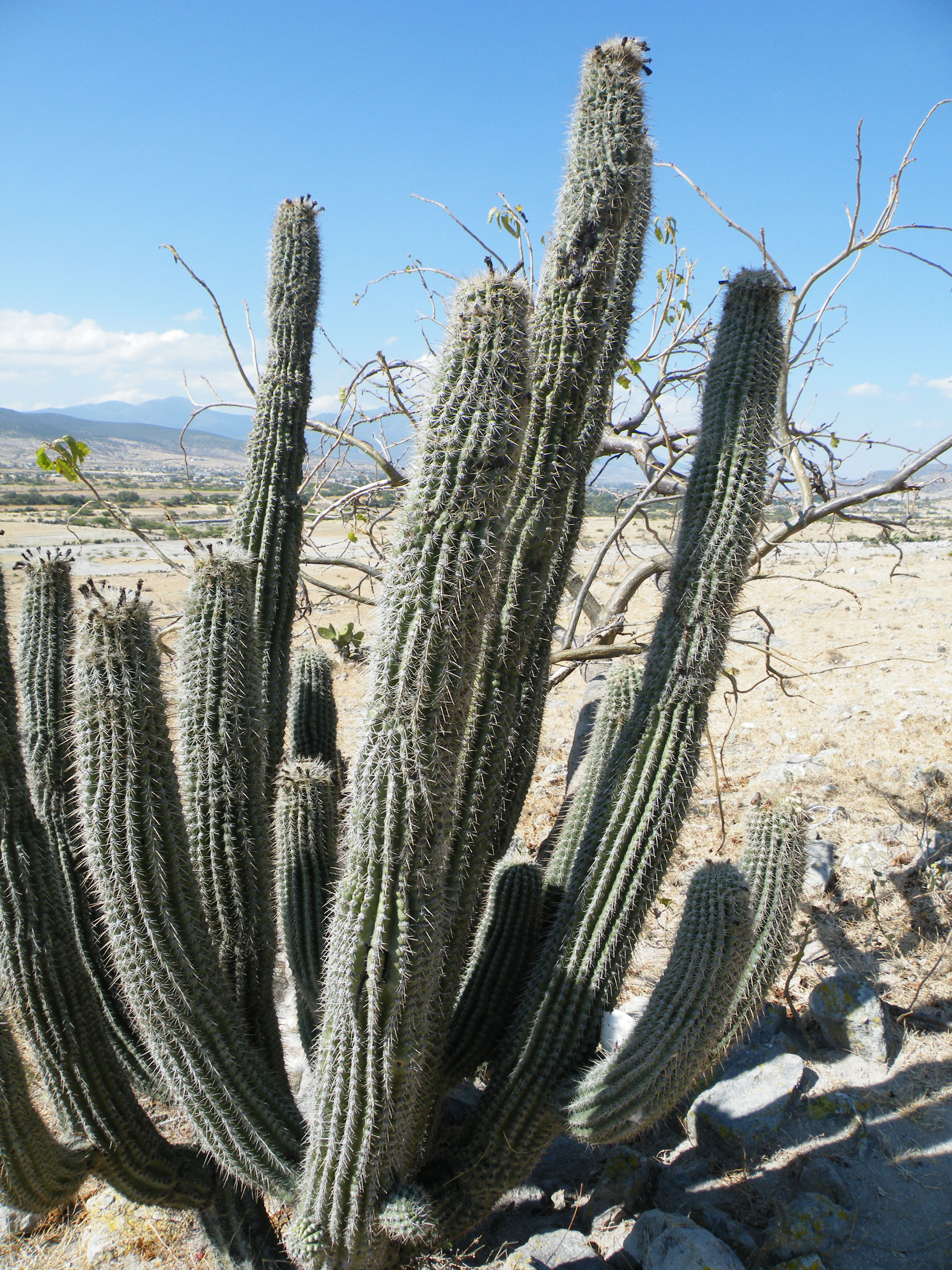